# 1934年德国全民公投
1934年德国全民公投是指于1934年8月19日，即前任总统保罗·冯·兴登堡去世后的第17天，举行的投票。德國納粹黨政府举行这次公投是为了将总统和总理合并为元首，进而给予阿道夫·希特勒更大的权力。为使提案通过，纳粹党对符合投票条件的选民进行了大范围、大规模的恐吓。但希特勒依然将大量的赞同票作为民众支持的象征。实际上，希特勒早在前总统兴登堡去世后就已经获得了与元首等同的权利，全民公投只是为了使他的行为合法化。此次全民公投以接近90%的支持率通过，之后希特勒获得了“元首和总理”（德语：Führer und Reichskanzler）的头衔。

## 背景

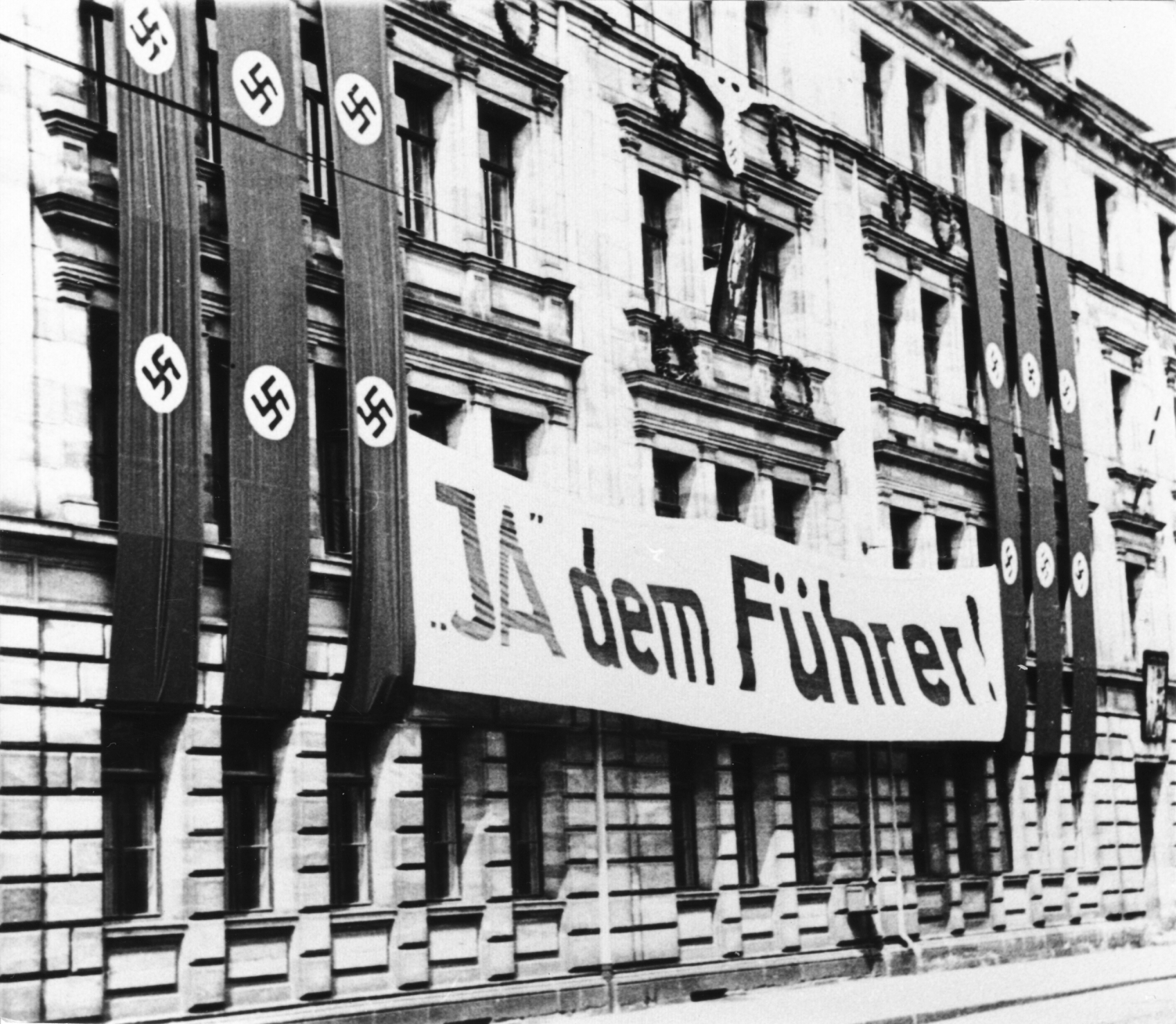
印有“支持元首！”的横幅。

1934年8月1日，在总统兴登堡奄奄一息之际，德国国会表决通过了《德意志帝国国家元首法》。该法合并了总统和总理这两个职位。在8月2日兴登堡去世后，武装部队总司令维尔纳·冯·勃洛姆堡命令所有魏玛防卫军士兵宣读希特勒誓词来向希特勒个人宣誓。
当兴登堡于同年5月口述他的遗嘱时，他声明他希望希特勒能够恢复君主制，即德國復辟德意志第二帝國皇室霍亨索伦王朝。兴登堡的儿子奥斯卡·冯·兴登堡将这封遗嘱交给了副总理弗朗茨·冯·帕彭，后者在8月14日转交给了希特勒。8月15日，希特勒将遗嘱公开，但并没有提及兴登堡总统有关恢复君主制的遗愿。

## 全民公投的进行
全民公投的选票上印有这样的问题：

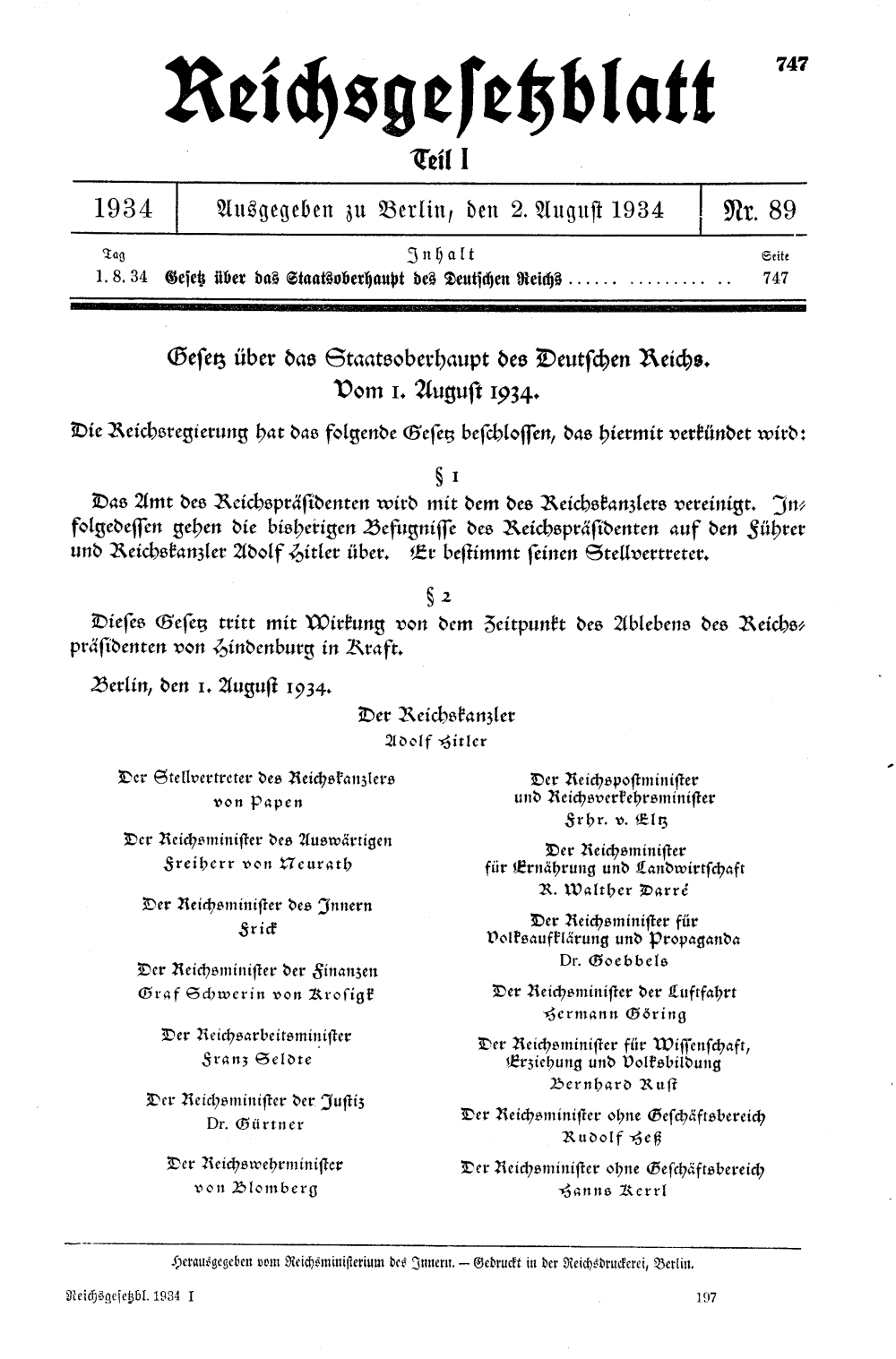
8月1日提出的德意志帝国国家元首法。

“通过这项法律后，国家总统的职位将和总理的职位合并。所有总统之前的职权都将移交给总理阿道夫·希特勒，而他也会指定他的接班人。身为德意志人民，你同意这项法律吗？”
为了通过这项法律，政府采取了大规模的恐吓和作弊行为。例如在投票站驻扎冲锋队成员，并强迫政治团体前往投票站公开投票。在某些地区，纳粹党成员通过移除投票间或是在入口处悬挂“只有叛徒进入这里”的条幅的方式来阻止不记名投票。此外，许多选票被预先填写为赞成票，同时很多废票和反对票也被记为赞成票。某些地区的选票数量甚至大于该地区可以参加投票的选民数量。
和1933年全民公投的情况类似，在有大量犹太人、波兰人和其它少数民族居住的地区出现了大量的反对票或废票。纳粹领导层认为这些地区产生的不利结果都是预料之中的，他们将投票结果作为这些地区不忠于德意志帝国的证据。这次公投是犹太人和其他少数民族被允许参加的最后一次全民公投，他们之后被纽伦堡法案剥夺了公民权。
因为1933年汉堡的支持相对微弱，希特勒宣布在1934年8月17日全国放假，以便他能够直接向430万台已注册收音机前的德国人民发表讲话。

## 结果
东普鲁士对此次公投的支持率最高，根据官方统计有96%的赞成票。城市地区的支持率最低，其中汉堡尤为明显。在那里，只有不到80%的赞成票（共有20.4%的反对票）。在亚琛，有18.6%的反对票。在柏林，反对票占比高达18.5%，而且每个地区的反对票比例都超过了10%。作为前共产主义据点的威丁共有19.7%的反对票。政府影响了赞成票的数量。因为纳粹党的种种行径，政府的支持率低于1933年全民公投。在1933年公投有95%的支持率，而1934年公投只有89.9%的支持率，但是各个地区的票型和1933年公投类似。
部分纳粹领导层对公投的结果感到失望。约瑟夫·戈培尔就认为这次公投是个失败，他在日记中写道：“最初的结果非常糟糕，之后情况才有所好转。最终，有超过3800万人支持元首。我本以为会有更多人！天主教徒辜负了罗森伯格！”但历史学家伊恩·克肖不仅解释了政府在公投过程中的操控，他还评论这个结果“反映了希特勒有着来自大部分满腔热血的德国人的支持。”
| 选择                  | 数量       | %     |
| --------------------- | ---------- | ----- |
| 赞成票                | 38,394,848 | 89.93 |
| 反对票                | 4,300,370  | 10.07 |
| 无效票/空白票         | 873,668    | 2.01  |
| 总计                  | 43,568,886 | 100   |
| 已注册选民/投票人数   | 45,552,059 | 95.7  |
| 来源: Nohlen & Stöver |            |       |